# Piscina

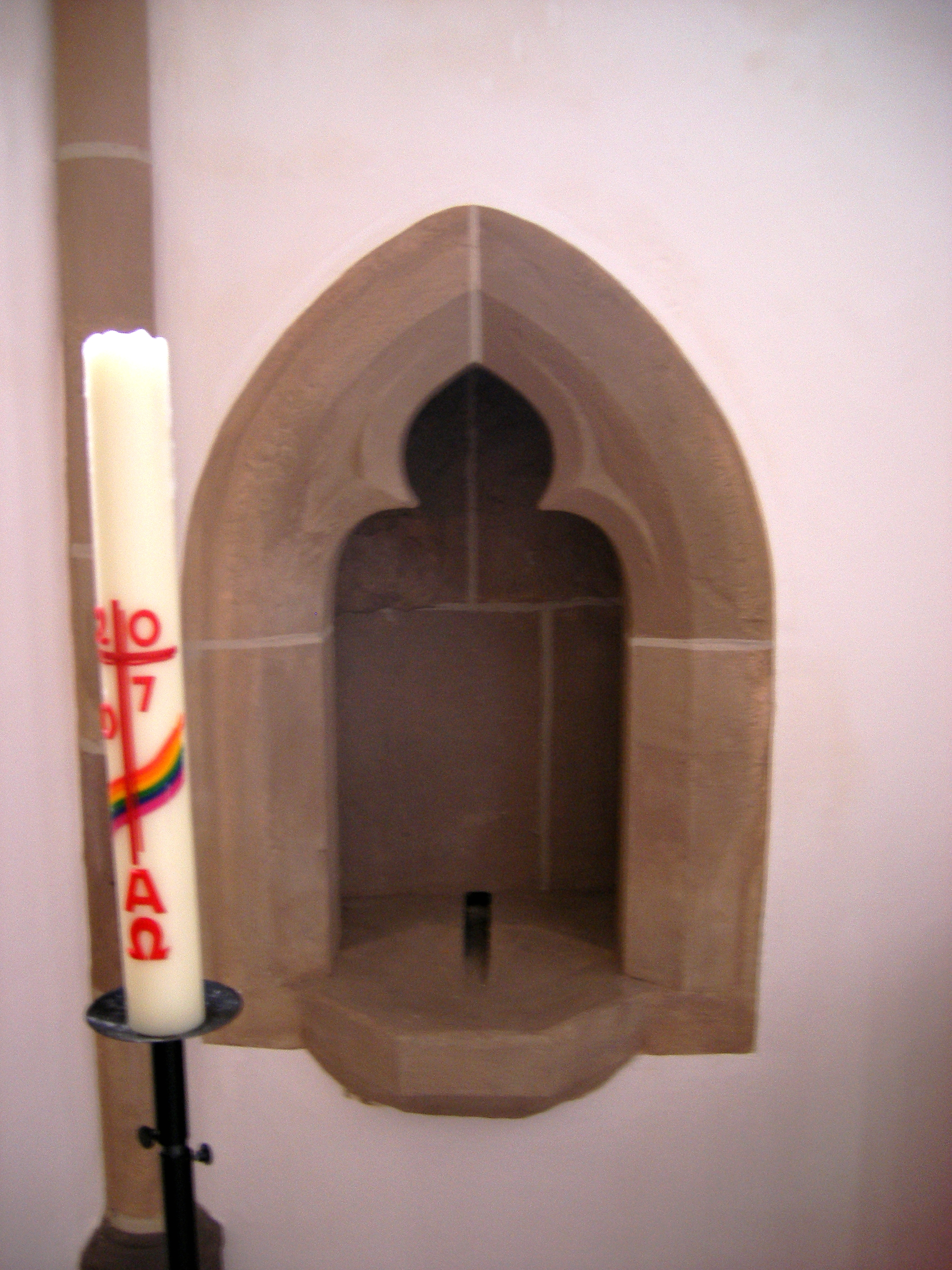
Piscina i kyrkan St. Marien i Homberg (Efze) i Tyskland.

Piscina, uttömningskanal i kyrkorum för vätska från heligt kärl, till exempel dopvatten från en dopfunt eller rengöringsvatten från nattvardskärl. Vätskan rinner ned i kyrkans grund för att komma i vigd jord.
Ordet 'piscina' kommer från latinets ord för "fiskdamm". Under romartid var det ett kar för bad i termer och trädgårdar och blev under den tidiga kristna kyrkan benämningen på dopvattenkärlet, senare på just uttömningskanalen.